# 별정우체국연금관리단
별정우체국연금관리단(別定郵遞局年金管理團, Specific Post Office Pension Service Agency)은 별정우체국법에 의한 퇴직급여에 관한 업무를 효율적으로 관리ㆍ운영함으로써 별정우체국직원의 퇴직 및 사망시에 직원 및 그 유족의 생활안정과 복리향상에 기여하고자 별정우체국법에 의거 1982년 설립된 대한민국 과학기술정보통신부 산하의 기타공공기관이다. 소재지는 서울특별시 마포구 마포대로 130(공덕동 254-8) 별정우체국연금관리단빌딩이다.

## 주요기능 및 역할
- 부담금 기타 비용의 징수
- 급여(연금포함)의 결정과 지급
- 자산의 운용관리
- 별정우체국직원의 복리증진을 위한 사업
- 기타 급여에 관한 업무

## 기관 연혁
- 1982년 7월: 별정우체국연합회 설립(업무개시)
- 1991년 12월: 연금제도 및 사망조위금 신설
- 1993년 12월: 퇴직수당 신설 및 급여금지급률 인상(공무원과 동일수준)
- 2001년 12월: 급여액(연금)산정기준 변경, 명예퇴직수당 신설, 5년미만 재직자 급여지급률 인상 및 부담금징수율 인상(85/1,000)
- 2003년 10월: 사업용 부동산 매입 임대사업 시행
- 2010년 7월: 기관명칭 변경(별정우체국연합회 → 별정우체국연금관리단)